# Formosotoxotus masatakai
Formosotoxotus masatakai là một loài bọ cánh cứng trong họ Cerambycidae.